# Campionato oceaniano maschile di pallamano
Il Campionato oceaniano maschile di pallamano, detto anche Pacific Cup, è organizzato dalla Oceania Handball Federation e si svolge ogni due anni. Oltre a laureare il campione continentale, funge anche da torneo di qualificazione per il campionato mondiale maschile di pallamano.

## Albo d'oro
| 2004 Dettagli | Sydney        | Australia       | 28 – 19         | Nuova Caledonia | Tahiti        | 34 – 29 | Nuova Zelanda |
| 2006 Dettagli | Sydney        | Australia       | girone unico    | Nuova Caledonia | Nuova Zelanda |         | Isole Cook    |
| 2008 Dettagli | Nuova Zelanda | Nuova Caledonia | girone unico    | Australia       | Isole Cook    |         | Nuova Zelanda |
| 2010 Dettagli | Porirua       | Australia       | girone unico    | Nuova Zelanda   | Isole Cook    |         |               |
| 2012 Dettagli | Sydney        | Australia       | 31 – 10         | Nuova Zelanda   |               |         |               |
| 2014 Dettagli | Auckland      | Australia       | 22 – 18 32 – 18 | Nuova Zelanda   |               |         |               |